# Давтян, Сара Абрамовна
Сара Абрамовна Давтян (арм. Սառա Դավթյան; 24 декабря 1908, Тифлис — 13 мая 1991, Ереван) ― советский и армянский врач, психиатр. Доктор медицинских наук (1964), профессор (1966). Заслуженный врач Армянской ССР (1961). Заслуженный деятель науки Армянской ССР (1974).

## Биография
Родилась  24 декабря 1908 года в Тифлисе, Российская империя.
Её отцом был тифлисский предприниматель, общественный и политический деятель Абрам Давыдов-Давтян, мать ― домохозяйки Нины Акобы Давдова-Давтян.
С 1915 по 1926 год Сара Давтян училась в Овнанянском училище в Тифлисе. В 1937 году окончила Ереванский государственный медицинский институт. С 1937 по 1939 год училась в аспирантуре кафедры психиатрии Ереванского медицинского института (под руководством профессора А. Зайца).
С 1939 по 1960 год преподавала на кафедре психиатрии Ереванского медицинского института, был ассистентом, с 1955 года - доцентом, одновременно ординатором психиатрической больницы. В 1941-1955 годах была директором Республиканской психиатрической клинической больницы.
Во время Великой Отечественной войны работала ассистентом кафедры психиатрии эвакуированного Краснодарского медицинского института в Ереване. В 1941-1943 годах ― начальник Краснодарского военного госпиталя, эвакуированного в Ереван, член военно-врачебной комиссии. Имела звание подполковника медицинской службы. В 1941-1955 годах была главным психиатром отдела здравоохранения города Еревана, в 1962-1984 годах - главным психиатром Министерства здравоохранения Армянской ССР.

## Научная деятельность
В 1950 году в Москве защитила кандидатскую диссертацию на тему «Клиника длительных психоневрологических расстройств при закрытых повреждениях головного мозга», которую высоко оценили Леон Орбели, В. Гиляровский и др. Она стала первым армянским специалистом, защитивший диссертацию по психиатрии. В 1951 году получила степень кандидата медицинских наук.
В 1950-х и 1960-х годах продолжила свои исследования особенностей шизофрении. В 1964 году защитила докторскую диссертацию в Тбилиси на тему «Ранние проявления шизофрении и процесс её неонатального развития», получив степень доктора медицинских наук. В 1966 году ей было присвоено звание профессора.
Неоднократно участвовала в конференциях всесоюзных, закавказских и республиканских съездов неврологов, психиатров в Москве, Ленинграде, Тбилиси, Ереване и тд.
Была членом правления Всесоюзного общества неврологов, психиатров, членом правления секции психиатров и психиатров Армении. Входила в состав Всесоюзного проблемного совета по изучению шизофрении, Научно-медицинского совета Министерства здравоохранения Армянской ССР, Ученого совета Ереванского института усовершенствования врачей, была председателем Республиканской комиссии судебно-психиатрической экспертизы.

## Награды
- Заслуженный врач Армянской ССР, 1961 г.
- Заслуженный деятель науки Армянской ССР, 1974 г.
- Орден Трудового Красного Знамени
- Медаль «Ветеран труда»

## Научные труды
Автор около 218 научных статей и 2 монографий.
- Ранние формы проявления шизофрении и ее неврозоподобное течение, 1969.
- Ранняя диагностика шизофрении, Ереван, 1972.
- Некоторые синдромы при шизофрении к вопросу о клинико-патофизиологических особенностях трансформации других синдромов.
- Роль экзогенных факторов в развертывании и течении шизофрении, 1974.
- Послеродовые инфекционные психозы (русск., Рукопись), 1978.